# 偏振計

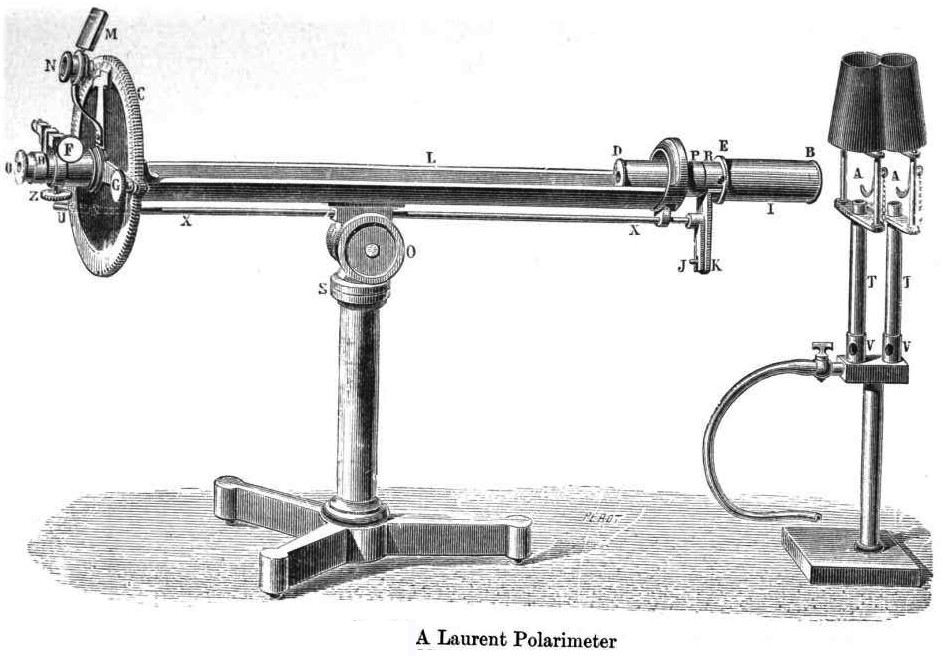
偏振計

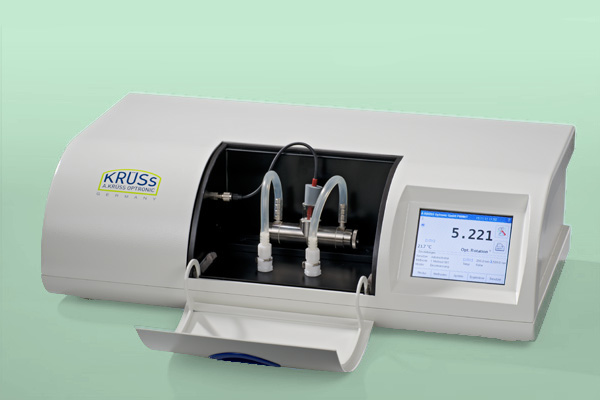
现代的自动数字偏振计

偏振計是實驗室用來測量平面偏振光通過一個樣品材料時光學旋轉角度的設備
一個典型的偏振計包含一個光源、偏振鏡、樣品夾具和某種形式的觀測者和裝置。許多材料的偏振光偏振面轉動取決於波長和溫度，所以偏振計通常有方法控制這些。